# Finding Amanda
Pour plus de détails, voir Fiche technique et Distribution.
Finding Amanda est un film américain de Peter Tolan sorti en 2008.

## Synopsis
Un producteur de télé, accro au jeu et à l'alcool, essaye de sauver sa nièce.

## Fiche technique
- Titre : Finding Amanda
- Réalisation : Peter Tolan
- Scénario : Peter Tolan
- Musique : Christopher Tyng
- Photographie : Tom Houghton
- Montage : Paul Anderson
- Production : Richard Heller et Wayne Allan Rice
- Société de production : Capacity Pictures, MJ Films et The Cloudland Company
- Pays :  États-Unis
- Genre : Comédie dramatique
- Durée : 96 minutes
- Dates de sortie : 
  -  États-Unis : 2008
  -  France : 2008
- Date de sortie en salles : 27 juin 2008 (États-Unis)

## Distribution
- Matthew Broderick : Taylor Mendon
- Brittany Snow : Amanda
- Maura Tierney : Lorraine Mendon
- Peter Facinelli : Greg
- Steve Coogan : Michael Henry
- Ed Begley Jr. : lui-même
- Bill Fagerbakke : Larry
- Patrick Fischler : Kevin
- Peggy J. Scott : Sharon
- Jennifer Hall : Wendy